# Momotani híd
A Momotani híd (ももたにばし, Momotani-basi) 17. századi kőhíd Nagaszaki japán nagyvárosban. 
A hidat a Domon folyó fölé építették 1679-ben, közel ahhoz a helyhez, ahol a vízfolyás egyesül a Nakasimával. Az átkelőt egy Bokui nevű buddhista szerzetes építtette azokból az adományokból, amelyeket a kínai lakosoktól gyűjtött. A hidat az építtető után Bokuinak nevezték, de mai nevét a parton növő barackfák (momotani) után kapta.
A feljegyzések szerint 1795-ben megsérült az árvízben, de a helyén maradt. A Nagaszakiban pusztító 1982-es áradás újra megrongálta az átkelőt, de a kőív túlélte a természeti katasztrófát. Az árhullám levonulása után a hidat nagyrészt az eredeti kövekből állították helyre. 1968. november 20. óta a város kulturális örökségének része, tulajdonosa a helyi önkormányzat.